# François Joseph de Choiseul-Beaupré
Pour les articles homonymes, voir Beaupré.
François-Joseph de Choiseul-Beaupré, baron de Beaupré (1650- 20 août 1711), est un officier de marine français qui a été gouverneur de Saint-Domingue de 1707 à 1710.

## Biographie

### Famille
François-Joseph de Choiseul, baron de Beaupré, dit le comte de Choiseul, était le fils de Louis de Choiseul, baron de Beaupré, et de Claire-Henriette de Mauléon-la-Bastide. Il épouse Nicole de Stainville, sa cousine germaine. Leurs enfants étaient François-Joseph de Choiseul (marquis de Stainville), Nicole ou Claire-Magdaléne de Choiseul et Marie-Anne de Choiseul. Sa femme est décédée à Saint-Domingue alors qu'il était gouverneur.

### Carrière navale
En 1680, Choiseul est garde de la marine et devient enseigne de vaisseau en janvier 1682. Choiseul assiste au bombardement d'Alger en 1683 depuis la frégate La Gentille,. Lors de cette action, il est envoyé à bord d'une chaloupe vers la chaîne du port et il y est fait prisonnier et exposé à la décharge des canons français. Il reste prisonnier durant 18 mois. Il en fut enlevé et sauvé par un corsaire algérien nommé Hali, qui le reconnut. Ce corsaire avait été une fois pris par un vaisseau français sur lequel le comte de Choiseul servait d'enseigne, puis avait obtenu sa liberté avec l'aide de Choiseul. En 1685, il est lieutenant de vaisseau puis en 1703 est nommé capitaine de frégate. Choiseul devint capitaine de vaisseau dans la marine du roi le 21 avril 1705,.

### Gouverneur de Saint-Domingue
Charles Auger, gouverneur de Saint-Domingue, meurt à Léogâne le 13 octobre 1705. Jean-Pierre de Charitte, lieutenant du roi de Tortuga et du Cap le remplace comme gouverneur par intérim. Choiseul est nommé gouverneur de Saint-Domingue, à la place du gouverneur par intérim Charitte. Une lettre du secrétaire d'État à la Marine du 27 juillet 1707 ordonne à Choiseul de se rendre à La Rochelle pour attendre le départ du navire qui le conduira à Saint Domingue, où il vient d'être nommé gouverneur. Choiseul est officiellement nommé gouverneur le 1er août 1706. Une lettre du 3 août 1707 l'informe des rencontres qu'il aura avec Charritte et Deslandes, qui lui feront part des affaires de la colonie et des mesures qu'il devra prendre pour rétablir la discipline dans les troupes. Il est reçu par le conseil du Cap le 18 décembre 1707 et par le conseil de Léogâne le 30 janvier 1708.
Une lettre du 8 octobre 1708 évoque le différend de Choiseul avec Charritte et Mercier, sa participation inacceptable au commerce des Noirs avec Curaçao et d'autres sujets dont la nomination de M. Mithon. D'autres lettres critiquent ses actions non autorisées et ses abus de pouvoir, le commerce illégal d'esclaves et le désordre parmi les troupes. En 1709-1710, Choiseul et l'intendant Jean-Jacques Mithon de Senneville (1669-1737) décident que la nouvelle ville de Léogâne serait bâtie sur deux habitations sucrières à environ une demi-lieue de la mer, avec un emplacement choisi pour sa bonne eau et l'absence de marécages. La ville devait être construite sur un plan en damier défini par l'ingénieur Philippe Cauvet. La première priorité était de construire une église imposante. À cette époque, les colons étaient souvent contraints de prêter leurs esclaves pour des projets de travaux publics. Choiseul a noté dans une lettre de 1709 à propos de Léogâne que cela entraînait des plaintes amères.

### Mort et héritage
Une lettre du 23 septembre 1710 apprend à Choiseul que le roi l'a relevé de ses fonctions de gouverneur de Saint-Domingue. Il revient sur un navire français commandé par Nicolas-François Hennequin. Le navire de transport est attaqué par un navire ennemi et pris après un combat acharné. Choiseul meurt des suites de ses blessures sur la Thétis le 18 mai 1711. Il était le 28e de sa maison à mourir au service du roi Louis XIV. Il a été emmené à La Havane, Cuba, où il a été enterré.
Nicolas de Gabaret (1641-1712), un riche planteur et gouverneur de la Martinique, est nommé comme son successeur mais a refusé le poste. Le 22 septembre 1710, Laurent de Valernod, gouverneur de Grenade et commandant de Tortuga et des côtes de Saint-Domingue, est nommé en remplacement de Choiseul. Il est reçu au Cap le 7 février 1711, mais meurt à Petit-Goâve le 24 mai 1711. Jean-Pierre de Charite reprend le poste de gouverneur par intérim. Louis de Courbon, comte de Blénac (mort en 1722), arrive deux ans plus tard avec le nouveau titre de gouverneur de Saint-Domingue et de lieutenant général des îles. Il n'a été officiellement nommé qu'en 1714.

## Décorations
- 28 juin 1785 Chevalier de l'ordre de Saint-Louis[2],[5]